# حوزه‌های انتخابیه مجلس شورای اسلامی در استان البرز

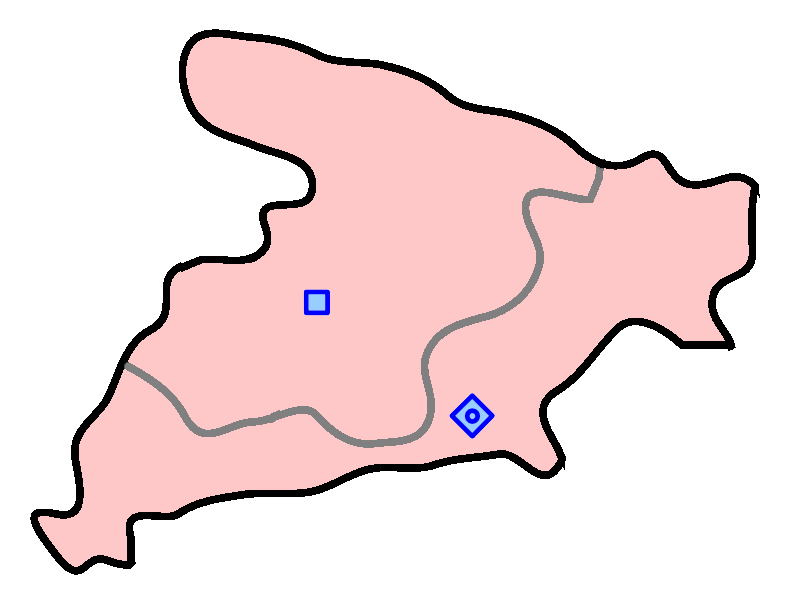

استان البرز ۲ حوزه برای انتخابات مجلس دارد که در مجموع ۳ نماینده را در بر می‌گیرد.
طبق مصوبهٔ ۱۳۷۸ مجلس شورای اسلامی حوزه‌های این استان جزو حوزه‌های تهران در نظر گرفته شده‌است.
| مرکز   | حوزه                                | شهرستان‌ها | بخش‌ها                      | کرسی | نقشه | جمعیت   |
| ------ | ----------------------------------- | --------- | -------------------------- | ---- | ---- | ------- |
| کرج    | کرج                                 | کرج       | شهر کرج، مرکزی، آسارا      | ۲    |      | ۱۹۷۳۴۷۰ |
| کرج    | کرج                                 | اشتهارد   |                            | ۲    |      | ۱۹۷۳۴۷۰ |
| کرج    | کرج                                 | فردیس     |                            | ۲    |      | ۱۹۷۳۴۷۰ |
| هشتگرد | ساوجبلاغ، طالقان، نظرآباد و چهارباغ | ساوجبلاغ  | شهر هشتگرد، مرکزی، چندار   | ۱    |      | ۴۲۹۲۲۵  |
| هشتگرد | ساوجبلاغ، طالقان، نظرآباد و چهارباغ | طالقان    | طالقان                     | ۱    |      | ۴۲۹۲۲۵  |
| هشتگرد | ساوجبلاغ، طالقان، نظرآباد و چهارباغ | نظرآباد   | شهر نظرآباد، مرکزی، تنکمان | ۱    |      | ۴۲۹۲۲۵  |
| هشتگرد | ساوجبلاغ، طالقان، نظرآباد و چهارباغ | چهارباغ   | مرکزی، رامجین              | ۱    |      | ۴۲۹۲۲۵  |

## پی‌نوشت و منبع
- «جدول حوزه‌های انتخابیه در انتخابات نهمین دورهٔ مجلس شورای اسلامی» (PDF). مرکز پژوهش و سنجش افکار صدا و سیما. بایگانی‌شده از اصلی (PDF) در ۵ اكتبر ۲۰۱۸. دریافت‌شده در ۲۲ ژوئیه ۲۰۱۵. تاریخ وارد شده در |archive-date= را بررسی کنید (کمک)
- «طرح اصلاح قانون تعیین محدودهٔ حوزه‌های انتخاباتی مجلس شورای اسلامی». مرکز پژوهش‌های مجلس شورای اسلامی. ۲۰ تیر ۱۳۹۱. بایگانی‌شده از اصلی در ۲۲ ژوئیه ۲۰۱۵. دریافت‌شده در ۲۲ ژوئیه ۲۰۱۵.